# Щипс
Щипс (щипси, щыпсы) — национальное блюдо адыгов, представляет собой густой суп, рагу или соус, в зависимости от основных ингредиентов. В адыгейской кухне щипс считается главным, этномаркирующим блюдом
. Его обязательно готовят на праздничных и ритуальных мероприятиях и, учитывая их важность, для этого даже приглашают опытных кулинаров, владеющих искусством приготовления щипса. Также, это и повседневное домашнее блюдо, практически у каждой хозяйки есть свой вариант того или иного щипса. Происхождение названия блюда, «щипс», говорит о том, что блюдо имеет полужидкую основу, так как «пс» указывает на воду в составе блюда. Отметим, что щипс бывает не только мясной, но также и овощной, и молочный. Основные разновидности:
- Лыщипс — мясной с крупой или мукой;
- Тхачетщипс — из индейки;
- Чэтщэтэщипс — из курицы;
- Джэнчищипс — из фасоли с зажаркой;
- Дженчипс — молочный суп с фасолью;
- Картофщипс — с картофелем;
- Кабщипс (кэбщипс) — из тыквы;
- Щхущипс — кисломолочный[3].

При этом, базовым всё же является щипс на мясном бульоне. Существуют два основных его вида — бжедугский и кабардинский (также — кошехабльский, уляпский, по названиям аулов). Бжедугский готовят из перетертого вручную пшена с добавлением муки, и красного перца, поэтому он получается темным, густым, зернистым. Кабардинский готовят только из муки, и кладут меньше перца, он не такой острый. Основные ингредиенты: мясо и бульон (баранина, говядина), крупа (обычно пшено, кукурузная или пшеничная мука; реже рисовая сечка, манка), красный стручковый перец, луковая зажарка, соль.
Консистенция готового блюда должна быть как кисель или манная каша.
Стоит отметить, что основной приправой для щипса является адыгейская соль. Адыгейская соль добавляет особый аромат и вкус блюду.